# 木棚照一
木棚 照一（きだな しょういち、1941年5月27日 - ）は、日本の法学者。専門は国際私法。学位は、法学博士（立命館大学・論文博士・1991年）。早稲田大学名誉教授。名古屋学院大学法学部教授。弁護士（第二東京弁護士会・木棚照一法律事務所所属）。2020年瑞宝中綬章受章。

## 略歴
- 1941年　石川県鳳至郡鵜川町（現在の能登町）生まれ
- 1957年　能登町立鵜川中学校瑞穂分校卒業
- 1960年　石川県立輪島高等学校卒業。
- 1964年　金沢大学法文学部法科1類卒業
- 1965年　金沢大学法学部専攻科私法コース修了
- 1966年　金沢大学法文学部助手
- 1968年　名古屋大学大学院法学研究科修士課程（国際私法学）修了
- 1968年　名古屋大学法学部助手
- 1970年　立命館大学法学部助教授
- 1976年　立命館大学法学部教授
- 1992年　司法試験第二次試験考査委員（国際私法）（1999年12月まで）
- 1997年　早稲田大学法学部教授
- 2002年　早稲田大学比較法研究所所長
- 2004年　早稲田大学法学学術院・大学院法務研究科併任教授[1]
- 2005年　弁護士登録（東京第二弁護士会）
- 2012年　早稲田大学名誉教授
- 2012年　名古屋学院大学法学部教授
- 2017年 名古屋学院大学退職[2]
- 2020年 瑞宝中綬章受章[3]

## 研究テーマ
- 国際私法における当事者意思
- TRIPS協定のもとにおける知的財産権の国際的保険の展開と展望
- インターネットによる知的財産侵害に関する国際私法上の諸問題

## 在外研究等
- マックス・プランク無体財産法研究所（ミュンヘン）客員研究員（1979年1月から1980年9月まで）
- マックス･プランク外国私法・国際私法研究所（ハンブルク）客員研究員（1993年10月から1994年3月まで）
- ハーバード大学ライシャワー研究所客員研究員（2007年3月から2008年3月まで）

## 著書
- 『国際工業所有権法の研究』（日本評論社、1989）
- 『国際相続法の研究』（有斐閣、1995）
- 『逐条註解国籍法』（日本加除出版、2003）
- 『国際知的財産法』（日本評論社、2009）
- 『演習ノート国際私法［改訂第2版］』（法学書院、2001）（編著）
- 『国際取引と法』（名古屋大学出版会、1988）（共編著）
- 『基本法コンメンタール国際私法』（日本評論社、1994）（共編著）
- 『国際特許侵害--特許紛争処理の比較法的検討』（東京布井出版、1996）（共編著）
- 『「在日」の家族法Q&A［第3版］』（日本評論社、2010）（監修）
- 『国際知的財産侵害訴訟の基礎理論』（経済産業調査会、2003）（編著）
- 『中国国際私法模範法--第六次草案』（日本加除出版、2004）（監修）
- 『プライマリー国際取引法』（法律文化社、2006）（共編著）
- 『グローバル化する世界と法の課題--平和・人権・経済を手がかりに』（東信堂、2006）（共編著）
- 『国際取引法［第2版補訂版］』（成文堂、2011）（編著）
- 『演習ノート国際関係法［私法系］』（法学書院、2010）（編著）
- 『多国籍企業の取引活動と法的諸問題』（機械振興協会経済研究所、1976）（共著）
- 『基本マスター国際私法--基礎から応用までの62選』（法学書院、1982）（共著）
- 『国際私法』（青林書院新社、1983）（共著）
- 『別冊法学セミナー司法試験シリーズ法律選択科目篇』（日本評論社、1985）（共著）
- 『国際私法概論［第5版］』（有斐閣、2007）（共著）
- 『国際経済法［新版］』（青林書院、1993）（共著）
- 『国際取引法［第2版］』（青林書院、1993）（共著）
- 『調停関係者のための法律学入門』（法研出版、1991）（共著）
- 『特許・意匠・商標の基礎知識［第4版］』（青林書院、2003）（共著）
- 『特許法50講［第4版］』（有斐閣、1997）（共著）
- 『法科大学院と臨床法学教育』（成文堂、2003）（共著）
- 『夫婦の法律相談［第2版］』（有斐閣、2010）（共著）

## 受賞学術賞
- 尾中郁夫家族法学術賞 （1996年、国内 ）

## 所属学会
- 国際私法学会（理事 、国内 ）
- 国際法学会（国内）
- 日本工業所有権法学会（理事、国内 ）
- EC学会（国内）
- 日本国際経済法学会（監事、国内 ）
- 日本私法学会 （国内）
- 比較法学会 （国内）
- 著作権法学会（理事、国内 ）